# Jack Radcliffe
Pour les articles homonymes, voir Radcliffe.
Jack Radcliffe (de son vrai nom Frank Martini), né le 5 juillet 1960, est un acteur de films pornographiques gays.

## Biographie

### Enfance et éducation
Radcliffe naît à Staten Island en 1960. Il grandit avec ses parents, une sœur et un petit frère. Il fréquente une école de Staten Island, puis déménage à Buffalo où il obtient une licence de mathématiques et une licence de physique à l'université d'État de Buffalo. En 1983, il fait son coming-out homosexuel et déménage à Denver pendant l'été.

### Carrière pornographique
Radcliffe est découvert en 1989 par le photographe Chris Nelson (en). Il répond aux canons physiques des bears : grand, épais, barbu et très velu. Nelson l'intègre à son livre The Bear Cult, qui consolide l'image du bear dans la culture gay. Il fait ses débuts dans Bear Magazine, à partir du numéro 9, et continue à y poser après son déménagement à San Francisco en 1989.
Il joue entre autres dans Original Bear #3 (1989), Bear Sex Party, Classic Bear (1996), Leather Bears at play (1997), Big Bear Trucking Co (1999), Hard Mechanics (2003). Il a atteint le statut d'icône au sein de la subculture gay des bears,.
Il prend sa retraite en 2008 après avoir joué dans Massive Muscle Bears avec Massive Studio.

### Reconversion
À la fin des années 1990 et au début des années 2000, Radcliffe est directeur financier d'une entreprise de consulting informatique. Il devient ensuite agent immobilier.

## Postérité
Radcliffe est souvent considéré comme le représentant le plus iconique de la communauté bear,,,,, étant décrit comme la Marilyn Monroe de la culture bear. Il est le premier acteur à jouer dans des films spécifiquement estampillés bear. En 2009, le site Queerty le qualifie de Dieu de la pornographie bear. Lui-même juge ces descriptions exagérées.

## Filmographie
| Année | Titre                           | Studio            |
| ----- | ------------------------------- | ----------------- |
| 1989  | Original Bear 3 - Uncut Footage | Brush Creek Media |
| 1996  | Bear Classic                    | Brush Creek Media |
| 1996  | Bear Sex Party                  | Brush Creek Media |
| 1997  | Leather Bears at Play           | Brush Creek Media |
| 1998  | Bear: Palm Springs Vacation     | Brush Creek Media |
| 1999  | Big Bear Trucking Co.           | Brush Creek Media |
| 2000  | Big Bear Trucking Co. 2         | Brush Creek Media |
| 2003  | Hard Mechanics                  | Massive Studio    |
| 2006  | Erotic Spotlight Series 1       | Butch Bear        |
| 2006  | Erotic Spotlight Series 3       | Butch Bear        |
| 2008  | Massive Muscle Bears            | Massive Studio    |